# San Isidro (Morazán)
San Isidro è un comune del dipartimento di Morazán, in El Salvador.